# Piotr Kąkolewski
Piotr Kąkolewski (ur. 1 lutego 1962 w Warszawie) – polski aktor dziecięcy w latach 1970–1980, a od 1989 architekt.

## Życiorys
Jest rodowitym warszawiakiem, gdzie się urodził 1 lutego 1962. Jako aktor dziecięcy zadebiutował mając osiem lat w serialu Przygody psa Cywila, w reżyserii Krzysztofa Szmagiera, w którym zagrał rolę zagubionego chłopca w jednym z odcinków. Największą popularność zdobył jednak rolą Marka Karwowskiego, syna Stefana Karwowskiego w serialu telewizyjnym Czterdziestolatek i pełnometrażowym filmie Motylem jestem, czyli romans 40-latka. W 1980 wycofał się z aktorstwa. W kontynuacji Czterdziestolatka, w Czterdziestolatku 20 lat później, w roli syna tytułowego bohatera zastąpił go Wojciech Malajkat.
Idąc w ślady swojego ojca, ukończył studia na Wydziale Architektury Politechniki Warszawskiej. W 1989 został współzałożycielem warszawskiej Pracowni Architektonicznej ADD.

## Film i teatr
| Filmy fabularne i seriale |                                       |                                 |                                              |
| Rok                       | Tytuł                                 | Reżyser                         | Rola                                         |
| 1970                      | Przygody psa Cywila                   | Krzysztof Szmagier              | Jacek Iwicki (odc. 3 – W puszczy)            |
| 1972                      | Tajemnica wielkiego Krzysztofa        | Mieczysław Waśkowski            | Andrzej                                      |
| 1973                      | Zazdrość i medycyna                   | Janusz Majewski                 | Boruch, syn Golda                            |
| 1973                      | Żółw                                  | Andrzej Kotkowski               | syn Rafała                                   |
| 1974–1977                 | Czterdziestolatek                     | Jerzy Gruza                     | Marek Karwowski                              |
| 1976                      | Motylem jestem, czyli romans 40-latka | Jerzy Gruza                     | Marek Karwowski                              |
| 1980                      | Z biegiem lat, z biegiem dni…         | Andrzej Wajda, Edward Kłosiński | Henio Relski, syn Zośki i Antoniego (odc. 8) |
| Role w Teatrze Telewizji  |                                       |                                 |                                              |
| 1972                      | Kłamstwo                              | Andrzej Łapicki                 | Henryk                                       |
| 1974                      | Niemcy                                | Jan Świderski                   | Chłopiec                                     |
| 1976                      | Daleko od Sodomy                      | Jan Bratkowski                  | Tomek                                        |